# Punho Negro (websérie)
Punho Negro é uma websérie criada por Murilo Deolino. A série estreou em 8 de março de 2018 no seu canal oficial do YouTube.

## Sinopse
Tereza é uma mulher que passa o dia enfrentando vilões ao se transformar na justiceira Punho Negro, mas ser uma heroína não elimina as cobranças para cuidar da casa, do marido e dos filhos.
A narrativa é construída sob olhar crítico para o universo dos super-heróis, que é majoritariamente masculino e branco, e questiona padrões impostos pela sociedade machista. Além de enfrentar vilões, Tereza também precisa conciliar a carreira de heroína com os desafios da vida pessoal.

## Produção
A websérie teve dois episódios gravados em três meses de produção, que foi de dezembro de 2017 a fevereiro deste ano. Sem contar com financiamentos públicos ou patrocínio, o coletivo Êpa Filmes, que desde de 2012 atua no cenário audiovisual, pretende seguir com os episódios que já foram escritos a partir da resposta do público. Segundo Milena Anjos, a equipe também teve o objetivo de buscar parceiros para que a série continue.

## Prêmios e Indicações
| Ano  | Prêmio/Festival | Categoria             | Complemento | Resultado |
| ---- | --------------- | --------------------- | ----------- | --------- |
| 2018 | Rio Webfest     | Melhor Ideia Original | Punho Negro | Venceu    |

## Elenco

### Lista de elenco
| Atores          | Personagens | Temporada 1 |
| --------------- | ----------- | ----------- |
| Carol Alves     | Tereza      | Principal   |
| Heraldo de Deus | Vagner      | Principal   |